# Candlewood Lake (Ohio)
Candlewood Lake es un lugar designado por el censo ubicado en el condado de Morrow en el estado estadounidense de Ohio. En el Censo de 2010 tenía una población de 1147 habitantes y una densidad poblacional de 172,79 personas por km².

## Geografía
Candlewood Lake se encuentra ubicado en las coordenadas 40°37′15″N 82°46′27″O / 40.62083, -82.77417. Según la Oficina del Censo de los Estados Unidos, Candlewood Lake tiene una superficie total de 6.64 km², de la cual 5.84 km² corresponden a tierra firme y (12.06%) 0.8 km² es agua.

## Demografía
Según el censo de 2010, había 1147 personas residiendo en Candlewood Lake. La densidad de población era de 172,79 hab./km². De los 1147 habitantes, Candlewood Lake estaba compuesto por el 97.82% blancos, el 0.35% eran afroamericanos, el 0.44% eran amerindios, el 0.44% eran asiáticos, el 0% eran isleños del Pacífico, el 0.17% eran de otras razas y el 0.78% pertenecían a dos o más razas. Del total de la población el 0.7% eran hispanos o latinos de cualquier raza.